# Lycoseris
Lycoseris Cass., 1824 è un genere di piante angiosperme dicotiledoni della famiglia delle Asteraceae.

## Descrizione
Le specie di questo gruppo hanno un habitus perenne subarbustivo o arbustivo spesso rampicante. In questo genere sono presenti specie dioiche. Queste piante sono prive di lattice.
Le foglie, semplici, persistenti, lungo il caule sono disposte in modo alternato. La lamina può essere intera o seghettata con forme ovate, ellittiche o lanceolate.
Le infiorescenze sono composte da capolini terminali solitari o raccolti in formazioni corimbose o racemose. I capolini sono di tipo radiato, femminili e grandi oppure sono discoidi, maschili più piccoli; entrambi sono formati da un involucro a forma da campanulata a emisferica composto da brattee (o squame) all'interno delle quali un ricettacolo fa da base ai fiori. Le brattee, simili a foglie, disposte su 6 (piante maschili) o 8 (piante femminili) serie in modo embricato sono di vario tipo e consistenza. Il ricettacolo a forma da piatta a convessa è alveolato.
I fiori sono tetraciclici (a cinque verticilli: calice – corolla – androceo – gineceo) e in genere pentameri (ogni verticillo ha 5 elementi). I fiori, molti per capolino, sono eteromorfi (dimorfi con forme diverse). I fiori del raggio sono uniseriati e sterili.
- Formula fiorale:

*/x K {\displaystyle \infty }, [C (5), A (5)], G 2 (infero), achenio
- Calice: i sepali del calice sono ridotti ad una coroncina di squame.
- Corolla: il colore delle corolle è rosso, arancio, giallo o viola. Le corolle dei fiori del raggio (fiori zigomorfi) sono bilabiate con tre denti (fino a 5) sul labbro esterno e un lobo (se presente) lineare su quello interno. Le corolle dei fiori del disco (fiori actinomorfi) hanno 5 denti glabri, relativamente corti e subuguali.
- Androceo: l'androceo è formato da 5 stami con filamenti liberi e antere saldate in un manicotto circondante lo stilo.[9] Le antere (funzionali e presenti solo nei fiori del disco dei capitoli maschili) in genere hanno una forma sagittata con appendici apicali acute. Le teche sono calcarate (provviste di speroni) e provviste di code. Il polline normalmente è tricolporato (da subprolato a prolato) a forma sferica (l'esina può essere microechinata).
- Gineceo: il gineceo ha un ovario uniloculare infero formato da due carpelli.[9] Lo stilo è unico e con due stigmi e senza nodo basale nei fiori femminili (è presente in quelli maschili). Gli apici degli stigmi sono arrotondati e sono ricoperti da piccole papille (sulla parte abassiale). L'ovulo è unico e anatropo.

I frutti sono degli acheni con pappo. La forma degli acheni è cilindrica (raramente è compressa); le pareti sono a 5 coste e sono glabre. Il carpoforo (o carpopodium) è uno stretto anello o corto cilindro oppure è assente. Il pappo è formato da setole (150-200 nei fiori femminili; 50 e meno nei fiori maschili) disposte su diverse serie (in alcuni casi sono uniseriate), sono barbate o piumose del tutto o a volte sono subpiumose solo apicalmente, ed è direttamente inserito nel pericarpo o connato in un anello parenchimatico posto sulla parte apicale dell'achenio.

## Biologia
- Impollinazione: l'impollinazione avviene tramite insetti (impollinazione entomogama tramite farfalle diurne e notturne).
- Riproduzione: la fecondazione avviene fondamentalmente tramite l'impollinazione dei fiori (vedi sopra).
- Dispersione: i semi (gli acheni) cadendo a terra sono successivamente dispersi soprattutto da insetti tipo formiche (disseminazione mirmecoria). In questo tipo di piante avviene anche un altro tipo di dispersione: zoocoria. Infatti gli uncini delle brattee dell'involucro si agganciano ai peli degli animali di passaggio disperdendo così anche su lunghe distanze i semi della pianta.

## Distribuzione e habitat
Le specie di questo gruppo sono distribuite nel Sudamerica (Belize, Bolivia, Brasile, Colombia, Costa Rica, Ecuador, El Salvador, Guatemala, Honduras, Nicaragua, Panama, Perù e Venezuela).

## Tassonomia
La famiglia di appartenenza di questa voce (Asteraceae o Compositae, nomen conservandum) probabilmente originaria del Sud America, è la più numerosa del mondo vegetale, comprende oltre 23.000 specie distribuite su 1.535 generi, oppure 22.750 specie e 1.530 generi secondo altre fonti (una delle checklist più aggiornata elenca fino a 1.679 generi). La famiglia attualmente (2021) è divisa in 16 sottofamiglie.

### Filogenesi
La sottofamiglia Mutisioideae, nell'ambito delle Asteraceae occupa una posizione "basale" (si è evoluta precocemente rispetto al resto della famiglia) ed è molto vicina alla sottofamiglia Stifftioideae. La tribù Onoserideae nell'ambito della sottofamiglia occupa una posizione "basale" (è il primo gruppo ad essersi diviso).
Il genere Lycoseris descritto da questa voce appartiene alla tribù Onoserideae. I caratteri distintivi per le specie di questo genere sono:
- il portamento è arbustivo con piante dioiche;
- le corolle dei fiori periferici sono subbilabiate;
- le corolle dei fiori centrali sono tubolari o tubolari-bilabiate;
- gli stigmi sono papillosi.

Il numero cromosomico delle specie di questo genere è: 2n = .

### Elenco specie
Questo genere comprende le seguenti 11 specie:
- Lycoseris boliviana Britton
- Lycoseris colombiana  K.Egeröd
- Lycoseris crocata  (Bertol.) S.F.Blake
- Lycoseris eggersii  Hieron.
- Lycoseris grandis  Benth.
- Lycoseris mexicana  Cass.
- Lycoseris minor  K.Egeröd
- Lycoseris peruviana  K.Egeröd
- Lycoseris retroflexa  J.Kost.
- Lycoseris trinervis  S.F.Blake
- Lycoseris triplinervia  Less.